# Georges Courteline
Georges-Victor Marcel Moinaux, cunoscut sub pseudonimul Georges Courteline, (n. 25 iunie 1858, Tours, Franța – d. 25 iunie 1929, Paris, Île-de-France, Franța) a fost un dramaturg și romancier francez, care, ca și Jules Renard, a aparținut celei de-a doua generații de naturaliști.
În scrierile sale, personajele sunt descrise cu minuțiozitate, remarcabilă fiind și grija pentru stil.
Ca apreciere a valorii sale, in 1899 i s-a acodat distincția Legiunea de onoare, iar în 1926 a fost admis în cadrul Academiei Goncourt.

## Opera
- 1886: Veseliile escadronului ("Les Gaietés de l'escadron");
- 1888: Trenul de 8:47 ("Le train de 8 h 47");
- 1893: Domnii conțopiști ("Messieurs les ronds-de-cuir");
- 1893: Boubouroche ("Boubouroche");
- 1898: Un client serios ("Un client sérieux");
- 1900: Comisarul e băiat bun ("Le Commissaire est bon enfant");
- 1900: Micul bolnav ("Le petit malade").